# Mannus

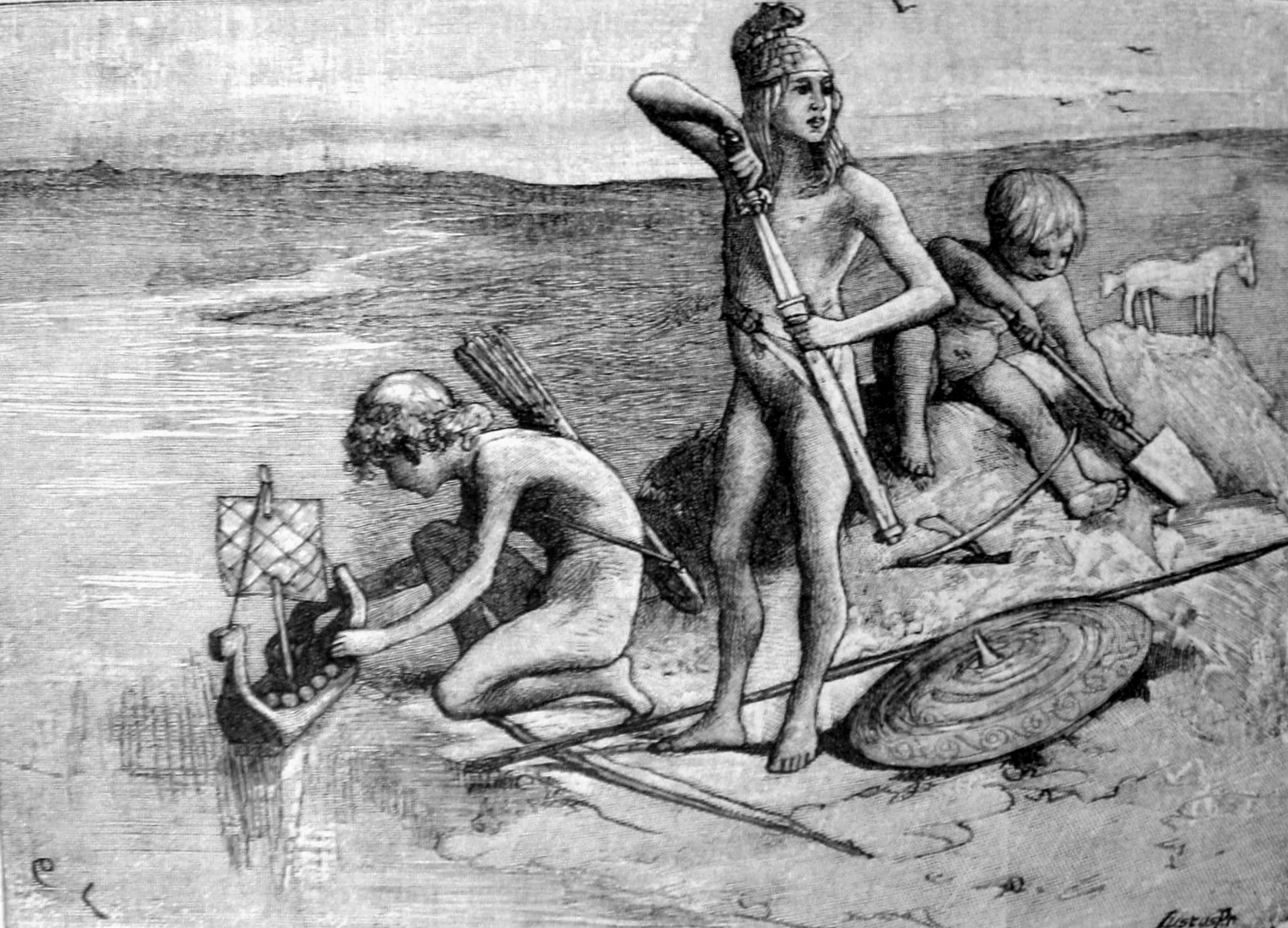
Gravura dos três filhos de Mannus/Mano (Carl Larsson, 1893): Ingo brinca com um modelo de navio (os Ingevões viviam à beira mar); Irmino usa um elmo e espada (os Hermiões eram afamados como guerreiros); Istevo/Iscio cava na terra e tem um cavalo de brinquedo (os Istevões eram cavaleiros e agricultores).

Na mitología germana Mannus era o filho de Tuisto, dele desceram todos os humanos. O nome de Mannus significa 'homem', desta palavra prove/provem mann ('homem' em alemão) e posteriormente man ('homem' em inglês). Mitológicamente, Mannus é o único filho que teve Tuisto, e segundo Cornelio Tácito em seu livro Germânia, Mannus tinha três filhos, chamados Ing, Irmin e Istaev (conhecido também pelo nome de Iscio), dos quais descem todas as tribos germánicas. Parece ter origem no Proto-indo-europeu, visto que tem muita similaridade fonética, escrita e mitológica com um personagem similar indo-iraniano utilizado para explicar as origens daquele povo e dos elementos de sua civilização a exemplo das leis atribuídas a ele (possivelmente compiladas por sacerdotes letrados da civilização harapense, jiroftiana pré-suméria, etc - o elemento legislativo por seu turno já tem um viés regional divergente pois os povos se assentaram em zonas com nativos que divergiam em estágio civilizatório, daí a razão de terem os que se expandiram para o leste em latitudes meridionais entrado primeiro no estágio plenamente sedentário e socialmente complexo).

## Mitología germánica
Mannus é o primeiro humano a existir, era justo e correcto. Não se sabe se criou a seus filhos por si só ou os teve com outro ser preexistente. Seus filhos eram os criadores das três principais confederações germánicas primitivas. Segundo Tácito, os nomes destas confederações germánicas, em função de seu parentesco com Mannus, são:
- Ingevões: descendentes de Ingo que vivem na linha costeira do Mar do Norte.
- Hermiões: descendentes de Irmino que vivem no interior, ao redor do rio Elba.
- Istevões: descendentes de Istevo que vivem nas fronteiras do Reno.

## Mitología nórdica
Mannus tem muita similitude com Bor e seus filhos podem ser tomados como Odín (Irmin), Vili (Ing) e Vê (Istaev).
Aparte de ser relacionado com Bor pode-se-lhe relacionar a Mannus com Heimdall como, no início da saga nórdica Völuspá, refere-se   aos homens com um parentesco directo com Heimdall.